# NHL Winter Classic 2017

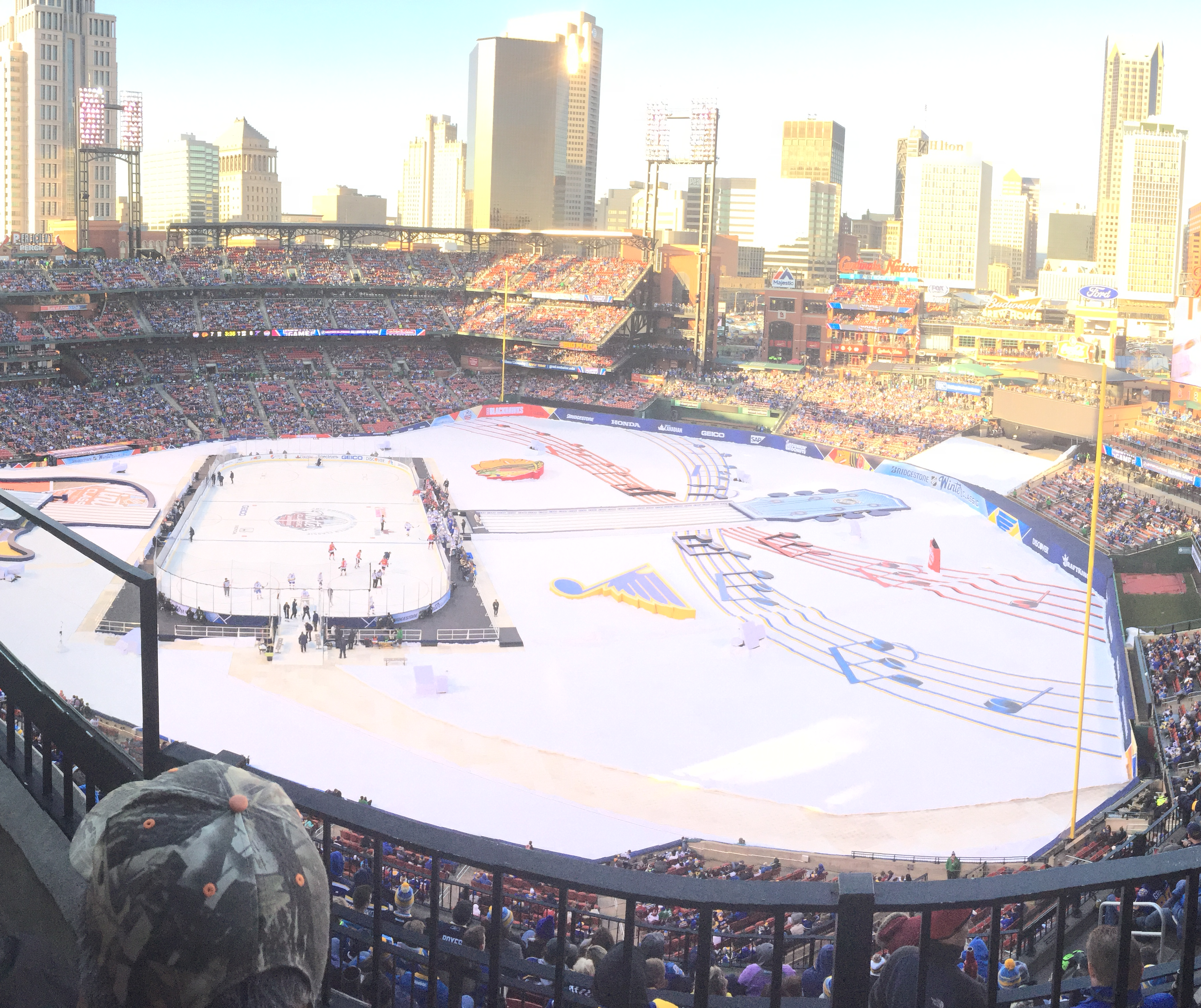
Busch Stadium stod värd för sportarrangemanget.

Bridgestone NHL Winter Classic 2017 var ett sportarrangemang i den nordamerikanska ishockeyligan National Hockey League (NHL) där en grundspelsmatch spelades utomhus mellan St. Louis Blues och Chicago Blackhawks på Busch Stadium i St. Louis, Missouri i USA den 2 januari 2017.

## Förmatchen (31 december 2016)
Den 31 december 2016 spelades det en veteranmatch mellan före detta spelare som har representerat St. Louis Blues respektive Chicago Blackhawks under sina aktiva spelarkarriärer. Veteranmatchen slutade 8-7 till Blues fördel.

### Trupperna
| Namn           | Namn           | Position       |
| -------------- | -------------- | -------------- |
| Bruce Affleck  | Bruce Affleck  | Back           |
| Jeff Brown     | Jeff Brown     | Back           |
| Martin Brodeur | Martin Brodeur | Målvakt        |
| Garth Butcher  | Garth Butcher  | Back           |
| Gino Cavallini | Gino Cavallini | Vänsterforward |
| Paul Cavallini | Paul Cavallini | Back           |
| Kelly Chase    | Kelly Chase    | Högerforward   |
| Dallas Drake   | Dallas Drake   | Högerforward   |
| Bernie Federko | Bernie Federko | Center         |
| Wayne Gretzky  | Wayne Gretzky  | Center         |
| Brett Hull     | Brett Hull     | Högerforward   |
| Barret Jackman | Barret Jackman | Back           |
| Mike Liut      | Mike Liut      | Målvakt        |
| Al MacInnis    | Al MacInnis    | Back           |
| Chris Mason    | Chris Mason    | Målvakt        |
| Scott Mellanby | Scott Mellanby | Högerforward   |
| Adam Oates     | Adam Oates     | Center         |
| Larry Patey    | Larry Patey    | Center         |
| Chris Pronger  | Chris Pronger  | Back           |
| Jamie Rivers   | Jamie Rivers   | Back           |
| Bryce Salvador | Bryce Salvador | Back           |
| Ed Staniowski  | Ed Staniowski  | Målvakt        |
| Peter Šťastný  | Peter Šťastný  | Center         |
| Keith Tkachuk  | Keith Tkachuk  | Vänsterforward |
| Pierre Turgeon | Pierre Turgeon | Center         |
| Terry Yake     | Terry Yake     | Center         |
| Scott Young    | Scott Young    | Högerforward   |
| Tränarstab     |                |                |
| Red Berenson   |                |                |
| Bob Plager     |                |                |
| Brian Sutter   |                |                |
| Garry Unger    |                |                |

| Namn             | Namn             | Position       |
| ---------------- | ---------------- | -------------- |
| Adrian Aucoin    | Adrian Aucoin    | Back           |
| Murray Bannerman | Murray Bannerman | Målvakt        |
| Adam Burish      | Adam Burish      | Högerforward   |
| Kyle Calder      | Kyle Calder      | Vänsterforward |
| Daniel Carcillo  | Daniel Carcillo  | Vänsterforward |
| Jim Cummins      | Jim Cummins      | Högerforward   |
| Éric Dazé        | Éric Dazé        | Vänsterforward |
| Ben Eager        | Ben Eager        | Vänsterforward |
| Reg Kerr         | Reg Kerr         | Vänsterforward |
| Steve Konroyd    | Steve Konroyd    | Back           |
| David Mackey     | David Mackey     | Vänsterforward |
| Jamal Mayers     | Jamal Mayers     | Högerforward   |
| Grant Mulvey     | Grant Mulvey     | Högerforward   |
| Troy Murray      | Troy Murray      | Center         |
| Brian Noonan     | Brian Noonan     | Högerforward   |
| Jack O'Callahan  | Jack O'Callahan  | Back           |
| Darren Pang      | Darren Pang      | Målvakt        |
| Steve Poapst     | Steve Poapst     | Back           |
| Reid Simpson     | Reid Simpson     | Vänsterforward |
| Brent Sopel      | Brent Sopel      | Back           |
| Gary Suter       | Gary Suter       | Back           |
| Jimmy Waite      | Jimmy Waite      | Målvakt        |
| Tränarstaben     |                  |                |
| Tony Esposito    |                  |                |
| Cliff Koroll     |                  |                |

### Resultatet
|  | 31 december 2016 | St. Louis Blues | 8 – 7   | Chicago Blackhawks | Busch Stadium                           |                                         |
|  |                  | Första perioden: Pierre Turgeon Larry Patey Andra perioden: Bernie Federko Peter Šťastný Kelly Chase Barret Jackman Tredje perioden: Keith Tkachuk Pierre Turgeon | Rapport | Första perioden: Jim Cummins Brian Noonan Kyle Calder Andra perioden: Reid Simpson Ben Eager Tredje perioden: Daniel Carcillo Kyle Calder | St. Louis, Missouri, USA Publik: 40 128 | St. Louis, Missouri, USA Publik: 40 128 |
|  |                  | |         | | St. Louis, Missouri, USA Publik: 40 128 | St. Louis, Missouri, USA Publik: 40 128 |
|  |                  | |         | | St. Louis, Missouri, USA Publik: 40 128 | St. Louis, Missouri, USA Publik: 40 128 |

## Matchen (2 januari 2017)

### Laguppställningarna
| Vänsterforwards     | Centrar         | Högerforwards         |
| ------------------- | --------------- | --------------------- |
| Alexander Steen (A) | Paul Stastny    | David Perron          |
| Jaden Schwartz      | Jori Lehterä    | Vladimir Tarasenko    |
| Robby Fabbri        | Patrik Berglund | Dmitrij Jaškin        |
| Scottie Upshall     | Kyle Brodziak   | Ryan Reaves           |
| Backar              |                 | Backar                |
| Joel Edmundson      |                 | Alex Pietrangelo (C)  |
| Carl Gunnarsson     |                 | Kevin Shattenkirk (A) |
| Jay Bouwmeester     |                 | Colton Parayko        |
|                     | Målvakter       |                       |
|                     | Jake Allen      |                       |
|                     | Carter Hutton   |                       |
|                     | Tränare         |                       |
|                     | Ken Hitchcock   |                       |

| Vänsterforwards  | Centrar            | Högerforwards       |
| ---------------- | ------------------ | ------------------- |
| Ryan Hartman     | Jonathan Toews (C) | Vince Hinostroza    |
| Artemij Panarin  | Artjom Anisimov    | Patrick Kane        |
| Dennis Rasmussen | Tanner Kero        | Richard Pánik       |
| Tyler Motte      | Andrew Desjardins  | Jordin Tootoo       |
| Backar           |                    | Backar              |
| Duncan Keith (A) |                    | Niklas Hjalmarsson  |
| Brian Campbell   |                    | Brent Seabrook (A)  |
| Michal Kempný    |                    | Trevor van Riemsdyk |
|                  | Målvakter          |                     |
|                  | Corey Crawford     |                     |
|                  | Scott Darling      |                     |
|                  | Tränare            |                     |
|                  | Joel Quenneville   |                     |

### Resultatet
|  | 2 januari 2017 | St. Louis Blues | 4 – 1   | Chicago Blackhawks                                                                                 | Busch Stadium                                                                                                | |
|  |                | Första perioden: — Andra perioden: Patrik Berglund (7:45) Assists: Bouwmeester, Steen Tredje perioden: Vladimir Tarasenko (12:05) Assist: Fabbri Vladimir Tarasenko (13:58) Assists: Lehterä, Fabbri Alexander Steen (18:46) | Rapport | Första perioden: (1:02) Michal Kempný Assists: Panarin, Keith Andra perioden: — Tredje perioden: — | St. Louis, Missouri, USA Publik: 46 556 Domare: Tim Peel, Brad Watson Linjedomare: Darren Gibbs, Mark Wheler | St. Louis, Missouri, USA Publik: 46 556 Domare: Tim Peel, Brad Watson Linjedomare: Darren Gibbs, Mark Wheler |
|  |                | |         | | St. Louis, Missouri, USA Publik: 46 556 Domare: Tim Peel, Brad Watson Linjedomare: Darren Gibbs, Mark Wheler | St. Louis, Missouri, USA Publik: 46 556 Domare: Tim Peel, Brad Watson Linjedomare: Darren Gibbs, Mark Wheler |
|  |                | |         | | St. Louis, Missouri, USA Publik: 46 556 Domare: Tim Peel, Brad Watson Linjedomare: Darren Gibbs, Mark Wheler | St. Louis, Missouri, USA Publik: 46 556 Domare: Tim Peel, Brad Watson Linjedomare: Darren Gibbs, Mark Wheler |

#### Matchstatistik
|                     | St. Louis Blues | Chicago Blackhawks |
| ------------------- | --------------- | ------------------ |
| Powerplay           | 0/4             | 0/3                |
| Tacklingar          | 25              | 18                 |
| Vunna tekningar (%) | 54              | 46                 |
| Blockerade skott    | 12              | 12                 |
| Utvisningsminuter   | 6               | 8                  |

| Period | St. Louis Blues | Chicago Blackhawks |
| ------ | --------------- | ------------------ |
| Första | 8               | 6                  |
| Andra  | 15              | 11                 |
| Tredje | 12              | 6                  |
| Totalt | 35              | 23                 |

#### Utvisningar
| Spelare          | Utvisning       | Utvisningsminuter | Tid             |
| Första perioden  | Första perioden | Första perioden   | Första perioden |
| ---------------- | --------------- | ----------------- | --------------- |
| Alex Pietrangelo | Slashing        | 2:00              | 10:24           |
| Andra perioden   |                 |                   |                 |
| Robby Fabbri     | Boarding        | 2:00              | 10:50           |
| Tredje perioden  |                 |                   |                 |
| Ryan Reaves      | Interference    | 2:00              | 9:33            |
| Källa:           |                 |                   |                 |

| Spelare                             | Utvisning         | Utvisningsminuter | Tid             |
| Första perioden                     | Första perioden   | Första perioden   | Första perioden |
| ----------------------------------- | ----------------- | ----------------- | --------------- |
| Brian Campbell                      | Delaying the game | 2:00              | 17:40           |
| Andra perioden                      |                   |                   |                 |
| Artemij Panarin                     | Holding the stick | 2:00              | 5:09            |
| Ryan Hartman                        | Interference      | 2:00              | 19:10           |
| Tredje perioden                     |                   |                   |                 |
| Ryan Hartman                        | Slashing          | 2:00              | 4:54            |
| Termer: Ishockeyns utvisningssystem |                   |                   |                 |

### Statistik

#### St. Louis Blues

##### Utespelare
| Spelare            | Mål | Assists | Poäng | +/− | Utvisningsminuter | Skott | Vunna tekningar (%) | Tacklingar | Tid på isen |
| ------------------ | --- | ------- | ----- | --- | ----------------- | ----- | ------------------- | ---------- | ----------- |
| Vladimir Tarasenko | 2   | 0       | 2     | +2  | 0                 | 9     | —                   | 2          | 15:49       |
| Alexander Steen    | 1   | 1       | 2     | +1  | 0                 | 1     | —                   | 1          | 19:19       |
| Robby Fabbri       | 0   | 2       | 2     | +2  | 2                 | 1     | 100                 | 1          | 13:55       |
| Patrik Berglund    | 1   | 0       | 1     | +1  | 0                 | 2     | 56                  | 0          | 14:20       |
| Jay Bouwmeester    | 0   | 1       | 1     | 0   | 0                 | 1     | —                   | 2          | 21:59       |
| Jori Lehterä       | 0   | 1       | 1     | +2  | 0                 | 0     | 60                  | 0          | 13:39       |
| Kyle Brodziak      | 0   | 0       | 0     | 0   | 0                 | 1     | 57                  | 2          | 10:35       |
| Joel Edmundson     | 0   | 0       | 0     | +2  | 0                 | 3     | —                   | 4          | 19:14       |
| Carl Gunnarsson    | 0   | 0       | 0     | 0   | 0                 | 0     | —                   | 0          | 8:47        |
| Dmitrij Jaškin     | 0   | 0       | 0     | 0   | 0                 | 1     | —                   | 1          | 11:44       |
| Colton Parayko     | 0   | 0       | 0     | 0   | 0                 | 1     | —                   | 0          | 21:26       |
| David Perron       | 0   | 0       | 0     | -1  | 0                 | 4     | —                   | 7          | 18:53       |
| Alex Pietrangelo   | 0   | 0       | 0     | +2  | 2                 | 2     | —                   | 0          | 23:16       |
| Ryan Reaves        | 0   | 0       | 0     | +1  | 2                 | 0     | —                   | 4          | 8:31        |
| Jaden Schwartz     | 0   | 0       | 0     | +1  | 0                 | 1     | 100                 | 0          | 19:08       |
| Kevin Shattenkirk  | 0   | 0       | 0     | +2  | 0                 | 3     | —                   | 0          | 20:54       |
| Paul Stastny       | 0   | 0       | 0     | 0   | 0                 | 2     | 46                  | 0          | 20:13       |
| Scottie Upshall    | 0   | 0       | 0     | 0   | 0                 | 3     | —                   | 1          | 12:18       |
| Källa:             |     |         |       |     |                   |       |                     |            |             |

##### Målvakt
| Spelare    | Skott mot sig | Räddningar | Insläppta mål | Räddningsprocent | Utvisningsminuter | Tid på isen |
| ---------- | ------------- | ---------- | ------------- | ---------------- | ----------------- | ----------- |
| Jake Allen | 23            | 22         | 1             | 0,957            | 0                 | 60:00       |
| Källa:     |               |            |               |                  |                   |             |

#### Chicago Blackhawks

##### Utespelare
| Spelare             | Mål | Assists | Poäng | +/− | Utvisningsminuter | Skott | Vunna tekningar (%) | Tacklingar | Tid på isen |
| ------------------- | --- | ------- | ----- | --- | ----------------- | ----- | ------------------- | ---------- | ----------- |
| Michal Kempný       | 1   | 0       | 1     | +1  | 0                 | 1     | —                   | 2          | 16:55       |
| Duncan Keith        | 0   | 1       | 1     | -1  | 0                 | 2     | —                   | 0          | 25:53       |
| Artemij Panarin     | 0   | 1       | 1     | 0   | 2                 | 0     | —                   | 0          | 20:35       |
| Artjom Anisimov     | 0   | 0       | 0     | 0   | 0                 | 2     | 53                  | 0          | 20:09       |
| Brian Campbell      | 0   | 0       | 0     | -2  | 2                 | 1     | —                   | 2          | 14:06       |
| Andrew Desjardins   | 0   | 0       | 0     | -1  | 0                 | 0     | 0                   | 3          | 9:11        |
| Ryan Hartman        | 0   | 0       | 0     | -2  | 4                 | 1     | —                   | 1          | 15:12       |
| Vince Hinostroza    | 0   | 0       | 0     | -2  | 0                 | 2     | 0                   | 0          | 14:52       |
| Niklas Hjalmarsson  | 0   | 0       | 0     | -1  | 0                 | 1     | —                   | 0          | 20:33       |
| Patrick Kane        | 0   | 0       | 0     | 0   | 0                 | 3     | —                   | 0          | 20:30       |
| Tanner Kero         | 0   | 0       | 0     | 0   | 0                 | 2     | 42                  | 1          | 15:42       |
| Tyler Motte         | 0   | 0       | 0     | -1  | 0                 | 1     | —                   | 0          | 10:21       |
| Richard Pánik       | 0   | 0       | 0     | -1  | 0                 | 1     | —                   | 2          | 10:22       |
| Dennis Rasmussen    | 0   | 0       | 0     | 0   | 0                 | 0     | —                   | 0          | 16:50       |
| Brent Seabrook      | 0   | 0       | 0     | -3  | 0                 | 0     | —                   | 1          | 19:34       |
| Jonathan Toews      | 0   | 0       | 0     | -2  | 0                 | 3     | 50                  | 1          | 19:46       |
| Jordin Tootoo       | 0   | 0       | 0     | -1  | 0                 | 1     | —                   | 4          | 4:37        |
| Trevor van Riemsdyk | 0   | 0       | 0     | 0   | 0                 | 2     | —                   | 1          | 19:01       |
| Källa:              |     |         |       |     |                   |       |                     |            |             |

##### Målvakt
| Spelare        | Skott mot sig | Räddningar | Insläppta mål | Räddningsprocent | Utvisningsminuter | Tid på isen |
| -------------- | ------------- | ---------- | ------------- | ---------------- | ----------------- | ----------- |
| Corey Crawford | 34            | 31         | 3             | 0,912            | 0                 | 58:01       |
| Källa:         |               |            |               |                  |                   |             |